# Karamea (Hawke’s Bay)
Karamea, auch Red Island genannt, ist eine kleine Insel in der Region Hawke’s Bay im Norden von Neuseeland.

## Geographie
Die bis zu 40 m hohe und steile Insel befindet sich rund 9 km südlich von Waimarama an der Ostküste der Region Hawke’s Bay. Die Insel verfügt über eine Länge von rund 215 m in Nordwest-Südost-Richtung und über eine maximale Breite von rund 105 m in Nordost-Südwest-Richtung. Die Fläche der Insel, die lediglich an ihrer Südseite etwas bewaldet ist, beträgt rund 1,6 Hektar. Bei Niedrigwasserstand kann die Insel vom Festland aus erreicht werden.